# Портсмут (Вирџинија)
Портсмут (енгл. Portsmouth) град је у америчкој савезној држави Вирџинија. По попису становништва из 2010. у њему је живело 95.535 становника.

## Демографија
Према попису становништва из 2010. у граду је живело 95.535 становника, што је 5.030 (5,0%) становника мање него 2000. године.
| Група             | 2000.          | 2010.          |
| Белци             | 45.403 (45,1%) | 38.526 (40,3%) |
| Афроамериканци    | 50.899 (50,6%) | 50.878 (53,3%) |
| Азијати           | 775 (0,8%)     | 1.019 (1,1%)   |
| Хиспаноамериканци | 1.748 (1,7%)   | 2.919 (3,1%)   |
| Укупно            | 100.565        | 95.535         |